# Інверклайд
Інверкла́йд (англ. Inverclyde) — область у складі Шотландії. Розташована на заході країни. Адміністративний центр — Грінок.

## Найбільші міста
Міста з населенням понад 2 тисячі осіб:
| № | Місто       | Населення, осіб (2006) |
| - | ----------- | ---------------------- |
| 1 | Грінок      | 43 820                 |
| 2 | Порт-Глазго | 15 290                 |
| 3 | Гурок       | 11 730                 |
| 4 | Кілмаколм   | 3 860                  |
| 5 | Інверкіп    | 2 640                  |
| 6 | Вемісс-Бей  | 2 560                  |